# Minas Ier d'Aghin
Minas Ier d’Aghin ou Aknec‘i (en arménien Մինաս Ա Ակնեցի ; mort le 12 mai 1753) est Catholicos de l'Église apostolique arménienne de 1751 à 1753.

## Biographie
Minas est originaire d’Aghin en Petite-Arménie. Il est abbé de Saint-Garabed en Grande-Arménie lorsqu’il est élu Patriarche arménien de Constantinople en 1749 après l’éviction de Hakob II Nalian (1741-1749 et 1752-1764).
Après avoir siégé vingt mois, il  a comme successeur Guéovrg Ier Ghaphantc‘i (1751-1752) lorsqu’il est  élu Catholicos à Etchmiadzin le 15 septembre 1751 pour succéder à Lazare Ier de Djahouk.
Il est l’auteur d’un Traité sur la civilité à l’usage des enfants et de recueils d’homélies et de sermons connus sous les noms de Répertoires des prédicateurs et de Recueil de fables et leurs sens moraux.
Il meurt à Etchmiadzin le 12 mai 1753.

## Source
- Biographie universelle ou Dictionnaire historique en 6 volumes, tome IV, Furme Libraire-Éditeur, Paris, 1833, p. 2004.